# 595 Polyxena
595 Polyxena è un asteroide della fascia principale del diametro medio di circa 109,07 km. Scoperto nel 1906, presenta un'orbita caratterizzata da un semiasse maggiore pari a 3,2095204 UA e da un'eccentricità di 0,0627135, inclinata di 17,82790° rispetto all'eclittica.
L'asteroide è dedicato a Polissena, mitologica figlia di Priamo e di Ecuba.